# 小行星70444
小行星70444（70444 Genovali）是一颗绕太阳运转的小行星，为主小行星带小行星。该小行星于1999年10月发现。
該小行星以天體物理學家卡蒂婭·吉諾瓦利（Katia Genovali）命名。

## 轨道参数
小行星70444的轨道半长轴为391 151 939 km（2.6146520 UA），离心率为0.13。